# Christopher Ryan
|  | Per a altres significats, vegeu «Chris Ryan». |

Christopher Ryan (Bayswater, Londres, 25 de gener de 1950) és un actor anglès que va estudiar a l'acadèmia East 15 Acting School de Londres. Va fer el paper de Mike TheCoolPerson, en la sèrie de televisió Els Joves. Era l'únic membre del càsting que no era conegut en els cercles de la comèdia i va substituir Peter Richardson per a aquest paper per a qui havia estat pensat el paper. Després Ryan va fer de Dave Hedgehog a la sèrie Bottom i també en Absolutely Fabulous. També va treballar en dues comèdies de situació: a Only Fools And Horses i la seva sèrie derivada The Green Green Grass, en un parell d'episodis Twin a One Foot in the Grave. També va aparèixer a Mr Bean torna a l'escola i en episodis de My Family. El 1986, va aparèixer a la sèrie Doctor Who com l'alien Lord Kiv.